# Jarosław Studzizba
Jarosław Studzizba (ur. 28 października 1955 w Nysie, zm. 26 czerwca 2025 w Hasselt) – polski piłkarz grający na pozycji pomocnika. Grał w klubach ligi polskiej, niemieckiej i belgijskiej.
Podczas swojej długiej kariery piłkarskiej reprezentował barwy klubów: Polonii Nysa, Odry Opole, Górnika Zabrze, Polonii Bytom, Polonii Warszawa, Lechii Gdańsk, Eintrachtu Brunszwik, Austrii Salzburg, KFC Winterslag, KSC Hasselt, FC Neeroeteren i KVK Wellen.